# Sedmihorky
Sedmihorky (dříve německy Wartenberg) jsou vesnice, část obce Karlovice v okrese Semily. Nachází se asi půl kilometru západně od Karlovic. Prochází zde silnice I/35. Původně se dnešní Sedmihorky nazývaly Nová Ves. V roce 1966 byla na žádost MNV v Karlovicích povolena změna názvu Nová Ves na Sedmihorky. Sedmihorky leží v katastrálním území Karlovice o výměře 10,21 km².

## Historie
První písemná zmínka o vesnici pochází z roku 1413.

## Lázně

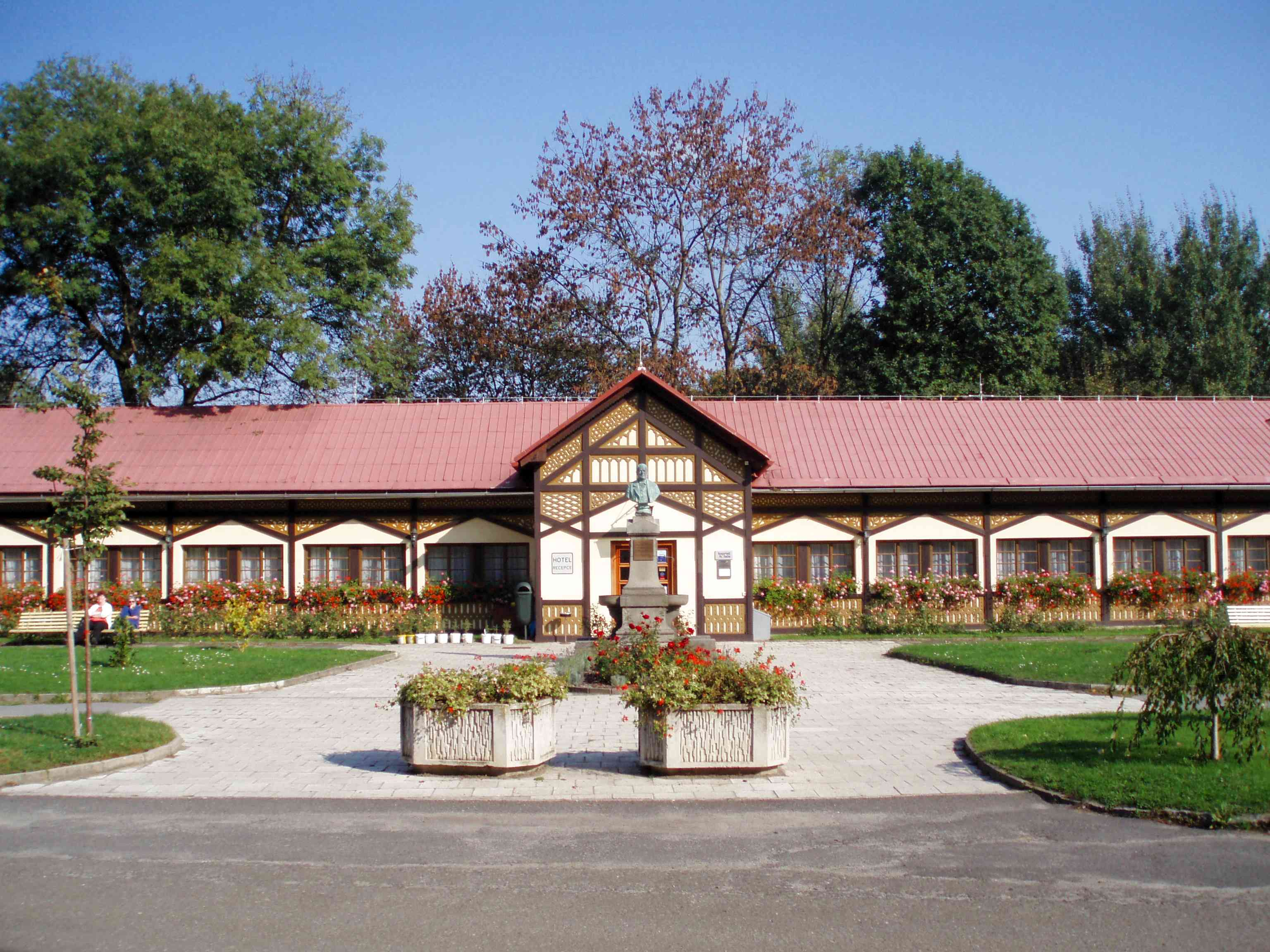
Lázně Sedmihorky

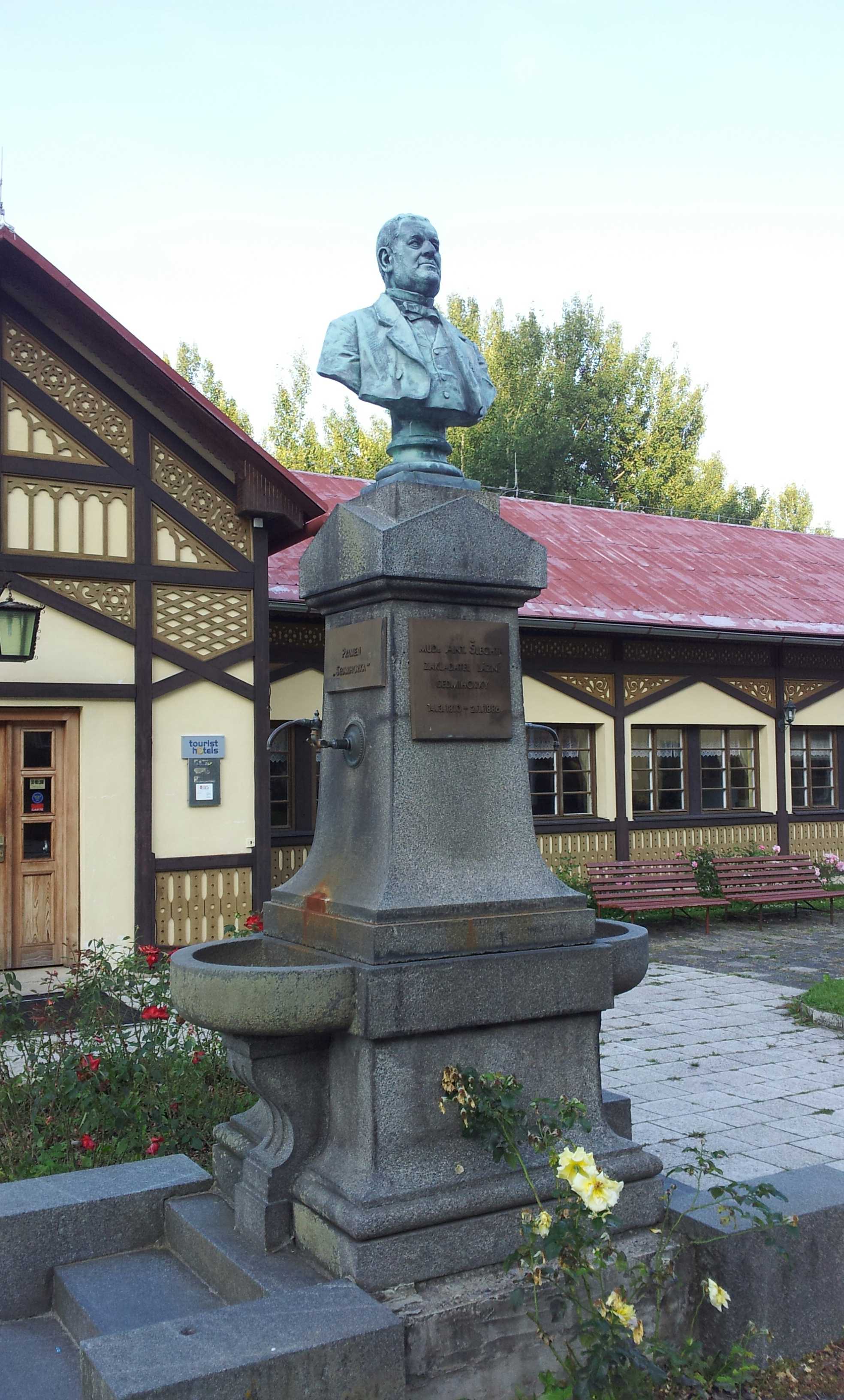
Pomník A. V. Šlechty v Lázních Sedmihorky

Dnem 1. července 1966 byly přejmenovány Sedmihorky (tj. původní lokalita a několik budov lázní Sedmihorky) na Lázně Sedmihorky.

### Historie lázní
Východně od původních Sedmihorek založil turnovský lékař Antonín Vincenc Šlechta v letech 1839-1841 vodoléčebné lázně. Název získaly podle minerálního pramene „Sedmihorka“, známého od roku 1702. Léčilo se podle lékařského předpisu studenou vodou, pobytem na čerstvém vzduchu, tělesným cvičením a dietou. Jezdily sem významné osobnosti, jako např. Jan Neruda, Eliška Krásnohorská, Otilie Sklenářová-Malá, Gustav Pfleger Moravský, Jindřich Mošna nebo František Karel Kolár, ale i německy mluvící hosté.
Po smrti doktora Šlechty roku 1886 se zaměření areálu postupně měnilo; praktikovala se například léčba rašelinou. Roku 1914, po odchodu posledního místního lékaře do armády, se lázně změnily na klimatické a budovy se používaly pro ubytování letních hostů. Roku 1945 byly jako součást panství Hrubá Skála znárodněny podle Benešových dekretů a přeměněny na zotavovnu ROH, po revoluci převedenou na obchodní společnost. V minulosti (rok 2010) sloužily restaurované a zachované lázeňské domy (Zámeček, Pramen) jako hotel a kongresové centrum.

### Doprava
Bývalé lázně jsou vzdálené zhruba 1 km od železniční zastávky Karlovice-Sedmihorky.
Lázně Sedmihorky jsou přístupné po silnici III/03521 vedoucí z hlavní silnice I/35 Jičín – Turnov, která je lemována alejí památných stromů. Západně od silnice leží Autokemp Sedmihorky.
Lázně Sedmihorky jsou začátkem a cílem naučné stezky Hruboskalsko a leží na Dětské lesní naučné stezce Sedmihorky, spojující lázně s autokempem. Zeleně značená turistická cesta vede na zámek Hrubá skála, lázněmi prochází modře značená dálková cesta Železný Brod – Kozákov – Kacanovy – Vysoké kolo.

## Pamětihodnosti
- Zakladatele připomíná busta od Josefa Václava Myslbeka, odhalená roku 1890 (kulturní památka ČR).[6]
- Přírodní rezervace Hruboskalsko
- Přírodní rezervace Bažantník
- Pozůstatky hradu Čertova ruka
- Alej Sedmihorky
- Arboretum Bukovina
- Dub u arboreta Bukovina
- Dub v Sedmihorkách
- Lipová alej Turnov - Sedmihorky

## Osobnosti
V Sedmihorkách zemřel při léčení své duševní choroby český operní tenor Alois Ander (1821–1864), je pohřben ve Vídni.